# T-90
De T-90 is een Russische tank sinds 1993 in dienst bij het Russische leger.

## Ontwikkelingsgeschiedenis
Sinds de Tweede Wereldoorlog had het Rode Leger twee verschillende tanks in dienst gehad: relatief goedkope standaardtanks, bedoeld voor het merendeel van de gevechtsacties, en technologisch geavanceerdere standaardtanks, bedoeld om, geconcentreerd in aparte bataljons, de reguliere tankeenheden te ondersteunen.
Na het uiteenvallen van de Sovjet-Unie in 1991 werd echter besloten om niet meer dan één type tank in gebruik te houden. De keuze lag tussen de T-72 en de T-80 (een verbetering van de T-64). De T-80 verschilde in een aantal opzichten aanzienlijk van de T-72: hij had een beter vuurcontrolesysteem, een op afstand bedienbaar machinegeweer boven op de tank en een gasturbine als motor. Hoewel de gasturbine goede prestaties leverde, had zij een aanzienlijk nadeel: het brandstofgebruik was relatief hoog, hetgeen leidde tot een verhoudingsgewijs kort bereik en enorme logistieke kosten. Na de ervaringen van de Eerste Tsjetsjeense Oorlog vaardigde het ministerie van Defensie van de Russische Federatie het bevel uit dat er nooit meer een grondvoertuig met een gasturbine in dienst of ontwikkeling mocht worden genomen.
Zodoende kwam de keuze uit op de T-72. Besloten werd om de T-72 te verbeteren op een aantal cruciale punten: bescherming, vuursystemen en zicht. De verbeterde versie heette oorspronkelijk de T-72BU. Het ontwerpprogramma droeg de codenaam Objekt 188. Deze naam is vermoedelijk een gevolg van een poging door het ontwerpbureau Kartsjev-Benediktov van de "Oeral-Wagonfabriek" te Nizjni Tagil de indruk te wekken dat een tank ontworpen was die in moderniteit kon wedijveren met de T-80 van het concurrerende bureau uit Charkiv dat na het uiteenvallen van de Sovjet-Unie in de onafhankelijke staat Oekraïne lag. Dit kan echter niet onomstotelijk bewezen worden. In 1992 besloot defensieminister Pavel Gratsjev om de T-72BU te hernoemen tot T-90. President Boris Jeltsin keurde dit persoonlijk goed. De productie werd in 1993 in gang gezet.

## Beschrijving

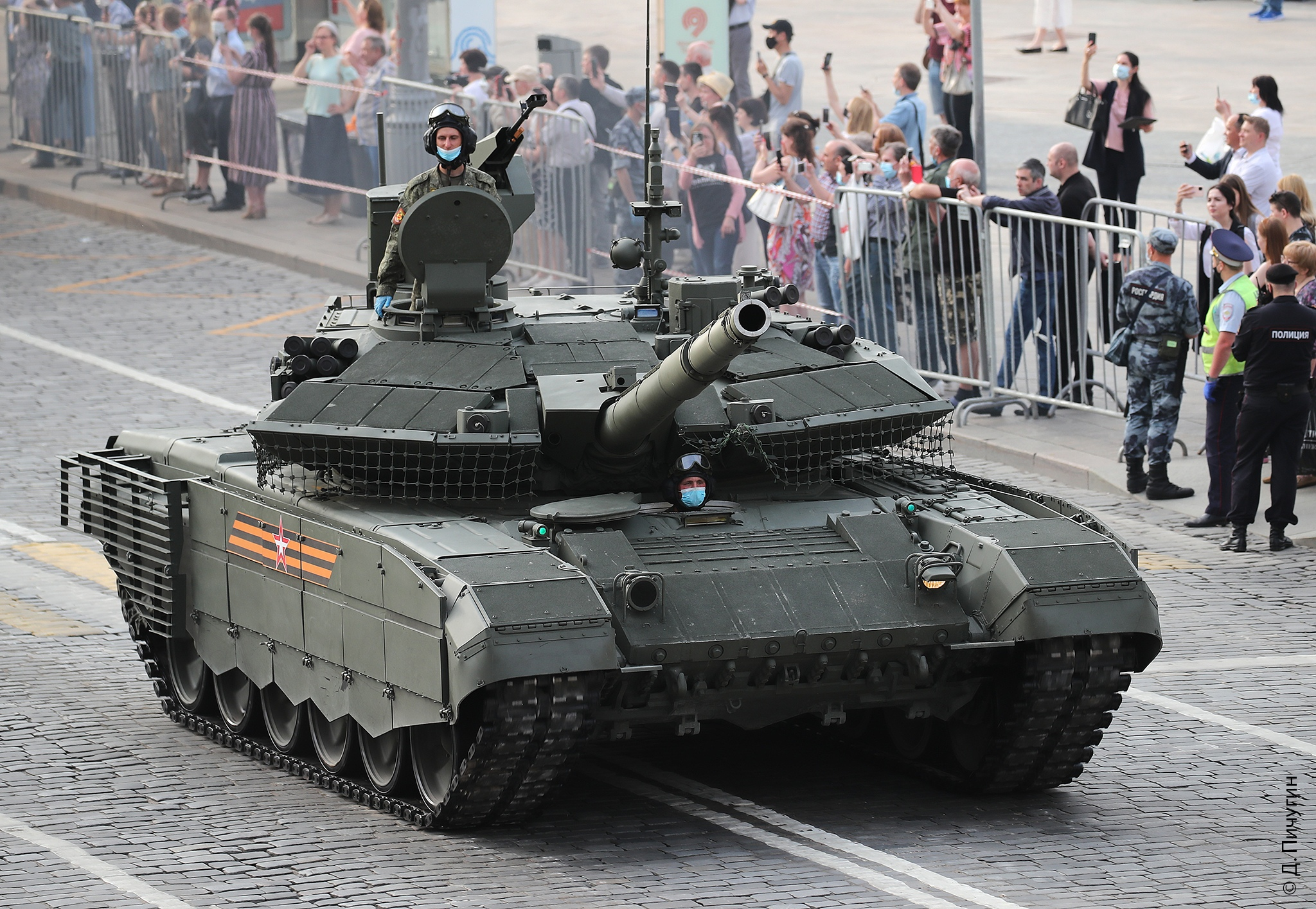
Een T-90M

De T-90 verschilde eerst in vier belangrijke opzichten van de T-72BM. Veel latere wijzigingen zijn nog geheim. In de eerste plaats was het vuurcontrolesysteem vervangen door een aangepaste versie (1A45T) van dat van de T-80U. Reactiesnelheid en trefzekerheid zijn daardoor belangrijk toegenomen: respectievelijk met een zesde en de helft wanneer de tank zelf rijdt. De commandokoepel toont, behalve het andere vizier, nog een tweede herkenbaar verschil: een op afstand richtbaar machinegeweer.
De tweede verandering betrof het aanbrengen van het elektro-optische verstoringssysteem Sjtora. Behalve uit een laseralarm dat een rookgordijn laat leggen zodra de tank geraakt wordt door een laserstraal, bestaat dit apparaat uit twee infraroodzenders die de volgoptiek van een raketlanceerder misleiden over de ware baan van de te geleiden antitankraket door het signaal te simuleren van het infraroodbaken aan de achterzijde van de raket. De trefzekerheid zou daardoor met tot een derde of wel een vijfde afnemen, afhankelijk van het rakettype.

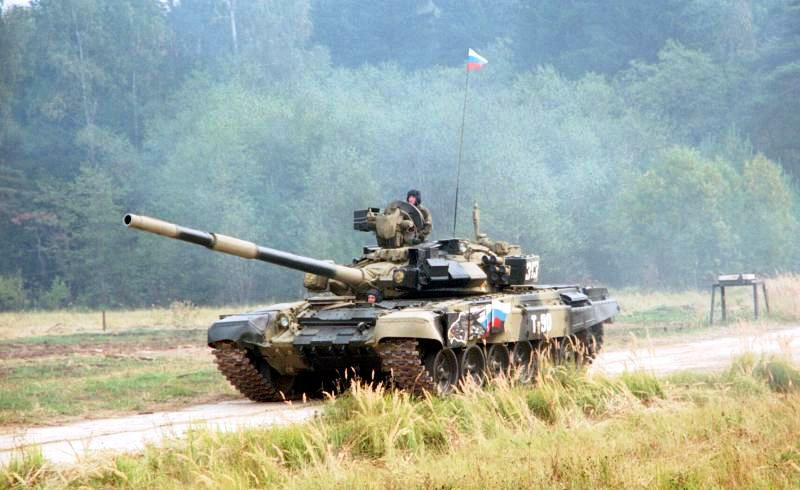
Een T-90 mod.1992

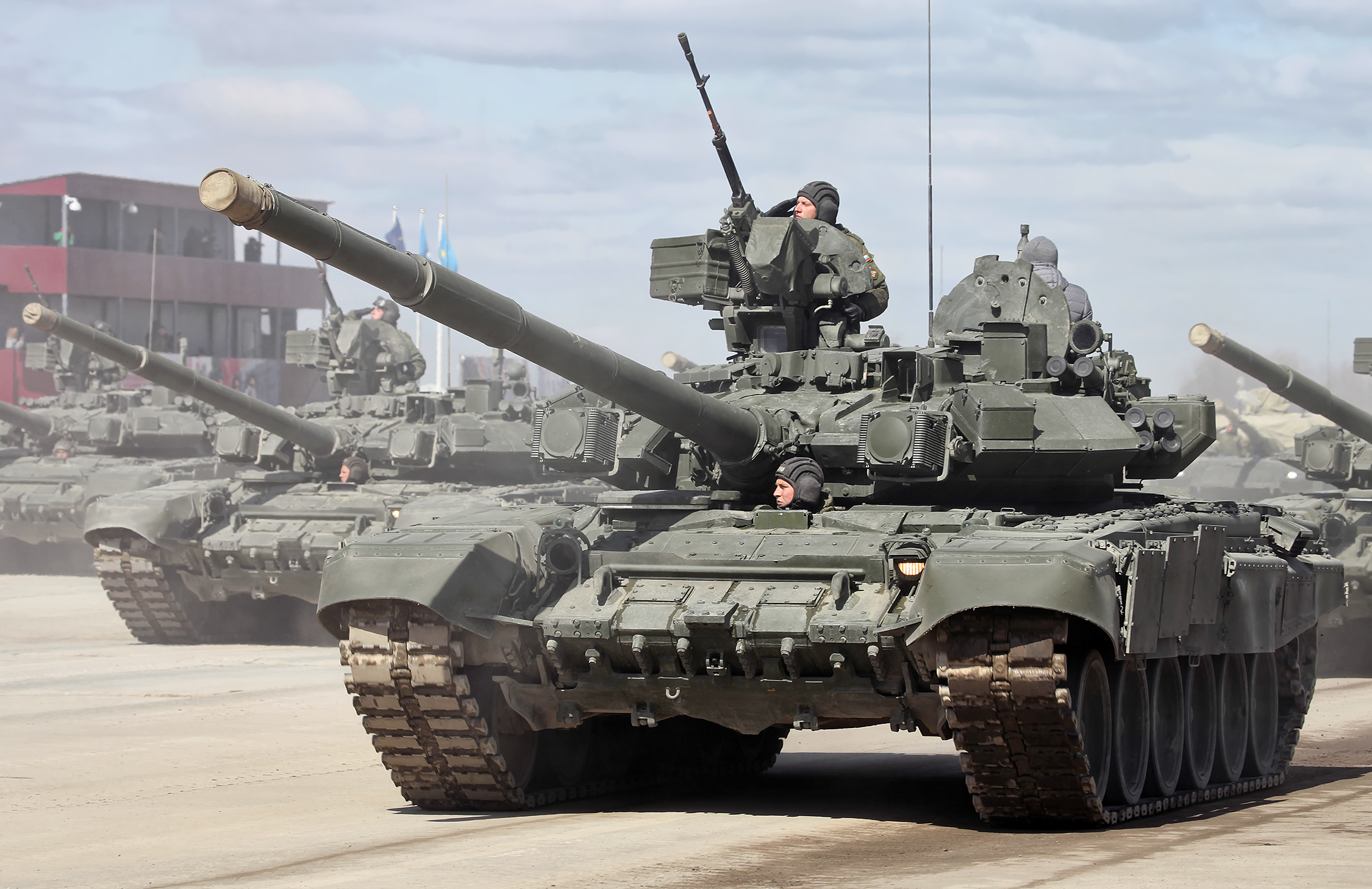
T-90A-tanks

De derde verandering bleek het meest controversieel. In een poging de productiekosten te verminderen en de bepantsering te versterken werd het aluminiumlaminaat met polyurethaanvulling in de buitenste pantserschil vervangen door een staallaminaat. De pantserequivalentie steeg daardoor van ongeveer 520 naar 670 mm, maar ook de massa nam met twee ton toe naar vijftig ton. Aangezien de motor van 840 pk met V-84MS wel een nieuwe aanduiding kreeg maar geen verhoogd vermogen, lijdt het voertuig aan een ernstig overgewicht. De maximumsnelheid daalde naar 60 km/h, het rijbereik naar 350 km.
De oorzaak hiervan is de relatief lage gewichtstolerantie van het voertuig, althans in vergelijking met veel westerse tanks (de T-72 zelf woog niet meer dan 45 ton). Dit lage gewicht was oorspronkelijk bedoeld om de strategische mobiliteit te verbeteren: dankzij het lage gewicht kon de T-72 relatief gemakkelijk door transporttreinen en zware diepladers vervoerd worden. Tevens kon hij zo door de meeste bruggen gedragen worden, en had hij tevens een zeer goede tactische mobiliteit.
Het gewicht was al in de T-72BM vergroot door het aanbrengen van 3,5 ton aan reactief pantser Kontakt-5. Terwijl normaal reactief pantser de straal van wapens met een holle lading verstoort, als het door te exploderen er twee pantserplaten in werpt, is Kontakt-5 zo zwaar dat het zelfs inkomende staafpenetratoren breekt. Hierdoor wordt een extra pantserequivalentie tegen penetratoren verkregen van ongeveer 280 mm, zodat het totaal op zo'n 950 mm komt; tegen wapens met holle lading ligt het totaal tussen de 1150 en 1350 mm. Het Westen heeft in antwoord hierop de zogenaamde multi-purpose anti-tank-granaat ontwikkeld, die de reactief-pantser-modules van een grote sector van het doel in één keer kan doen ontploffen, zodat in een tweede schot de navolgende penetrator ongestoord zijn werk kan doen. Rusland is echter al drie generaties verder met opvolgers van het Kontakt-5 die deze tegenmaatregel op hun beurt weer moeten tegenwerken.
Het kanon 2A46 van 125 mm werd vervangen door de 2A46M1, met een kennelijke verbetering van de trefzekerheid met een kwart — hoewel het onduidelijk is in hoeverre het andere vuurcontrolesysteem in dit cijfer verwerkt is. Die werd weer vervangen door de 2A46M2 met vervangbare edelstalen voering die de notoir korte levensduur van de Russische kanonnen moet verbeteren. Het kanon wordt automatisch geladen uit een munitievoorraad van 43, te kiezen uit de:
- 3VBM17, een wolfraam-staafpenetrator "APFSDS", met een doorslagvermogen van zo'n 750 mm staal.
- 3VBK17, een holleladinggranaat met verarmd uranium "HEAT-FS".
- 3BK29, een tandem-holleladinggranaat tegen reactief pantser, waarvan de hoofdlading een doorslagvermogen heeft van 350 mm.
- 3VOF36, een brisantgranaat
- 9M119 Refleks, een versie van de lasergeleide antitankraket Refleks, die uit de loop afgevuurd kan worden. De raket heeft een bereik van 5 km en een doorslagvermogen van zo'n 700 mm.[2]

## Operationele geschiedenis

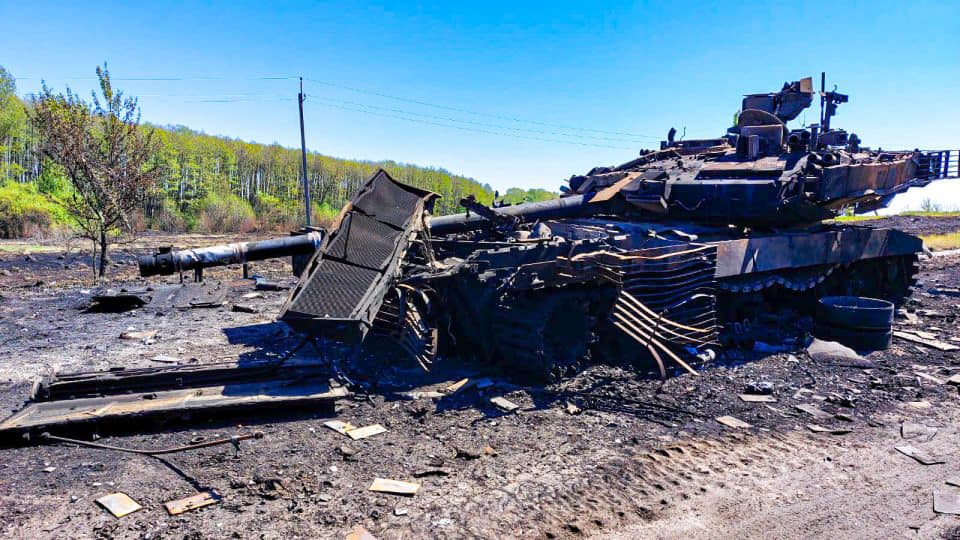
Een vernietigde Russische T-90M tijdens de Russische invasie van Oekraïne in Oblast Charkiv.

De eerste tanks werden in dienst genomen in 1992.
Toen de T-90 in productie ging, was er maar een budget voor twaalf voertuigen, vanwege de extreme bezuinigingen bij het invoeren van een kapitalistisch stelsel. De fabriek ging door met produceren, zodat er in 1999 enkele honderden voertuigen in voorraad waren. De staat begon deze op den duur toch af te nemen, zodat nu hele divisies met de T-90 zijn uitgerust. De tank vormt echter maar een klein deel van het totale tankarsenaal van Rusland.
De T-90E en de T-90S zijn varianten die bedoeld zijn voor de export. India, dat in een wapenwedloop verwikkeld is met het door China en Oekraïne bewapende Pakistan, is tot op dit moment de grootste afnemer, met ongeveer 310 aangeschafte exemplaren in 2001. India wil graag de tank zelf onder licentie produceren, de Indiërs zijn van plan tegen de duizend van deze tanks (om) te bouwen, door een aanpassing van de al bestaande licentiebouw van de T-72.
De T-90 werd ingezet tijdens de Russische invasie van Oekraïne in 2022. Midden juni 2024 waren er bewijzen van zo'n honderdveertig vernietigde T-90.

## Gebruikers

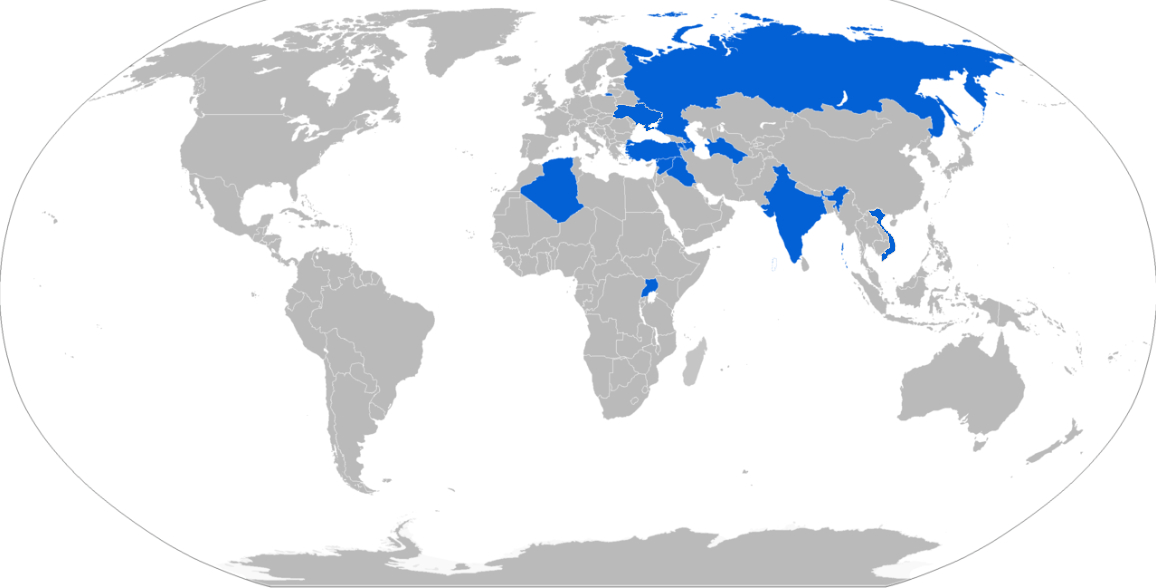
T-90-gebruikers (blauw)

### Huidige gebruikers
- Algerije: Heeft in totaal 572 tanks van het type T-90SA in dienst. De eerste deal: 185 tanks, de tweede deal: 187 tanks[5], en een derde deal van meer dan 200 tanks geleverd in december 2016.[6]

- Armenië: 1 T-90S tank gewonnen in de Tank Biatlon, geleverd in mei 2016. Rusland leverde later nog 10-30 T-90S tanks als gevolg van een besluit van de Organisatie voor het Verdrag inzake Collectieve Veiligheid.[7]
- Azerbeidzjan: Heeft 200 T-90S tanks in dienst. Heeft enkele exemplaren verloren in de Oorlog in Nagorno-Karabach (2020).[8][9]
- India: Heeft ongeveer 1100 T-90S 'Bhishma' tanks in dienst, deels geproduceerd in Rusland en India.[10] Een order voor 464 nieuwe T-90MS tanks voor 8 tank regimenten voor aan de Chinese grens is goedgekeurd en naar verluidt getekend rond november 2019.[11][12] Het Indiase leger heeft plannen bekendgemaakt om nachtkijkers aan te schaffen voor 1400 T-90S tanks om in de nacht te kunnen opereren.
- Irak: 73 T-90S/SK tanks besteld in 2016, geleverd tussen november 2017 en april 2019.[13][14]
- Oeganda: 44 T-90S.[15]
- Oekraïne: Ten minste 12 T-90A, 1 T-90AK, 1 T-90S en 2 T-90M zijn buitgemaakt tijdens de Russische invasie van Oekraïne sinds 2022.[16][17] Een onbekend aantal van deze tanks is in dienst genomen door de Oekraïense krijgsmacht.[18]
- Rusland: 417 T-90/T-90A en T-90M in dienst. 200 T-90/T-90A en T-90M in opslag voor de Russische invasie van Oekraïne (2022).[19] Er waren plannen om alle bestaande T-90 tanks te moderniseren tot de T-90M standaard tussen 2020 en 2025.[20]
- Syrië: Het Syrische leger heeft meerdere modellen van de T-90, afkomstig uit Rusland, tijdens het Aleppo offensief in 2015.[21] 3 van deze tanks zijn ingenomen tijdens de Syrische burgeroorlog. 2 door Hay'at Tahrir al-Sham rebellen en 1 door IS. 10 andere tanks raakten beschadigd of vernietigd.[22] In 2017 leverde Rusland 40 T-90A tanks aan Syrië.[23]Turkmeense T-90SA en T-72UMG tanks in de militaire parade tijdens de 20ste dag van onafhankelijkheid in 2011.

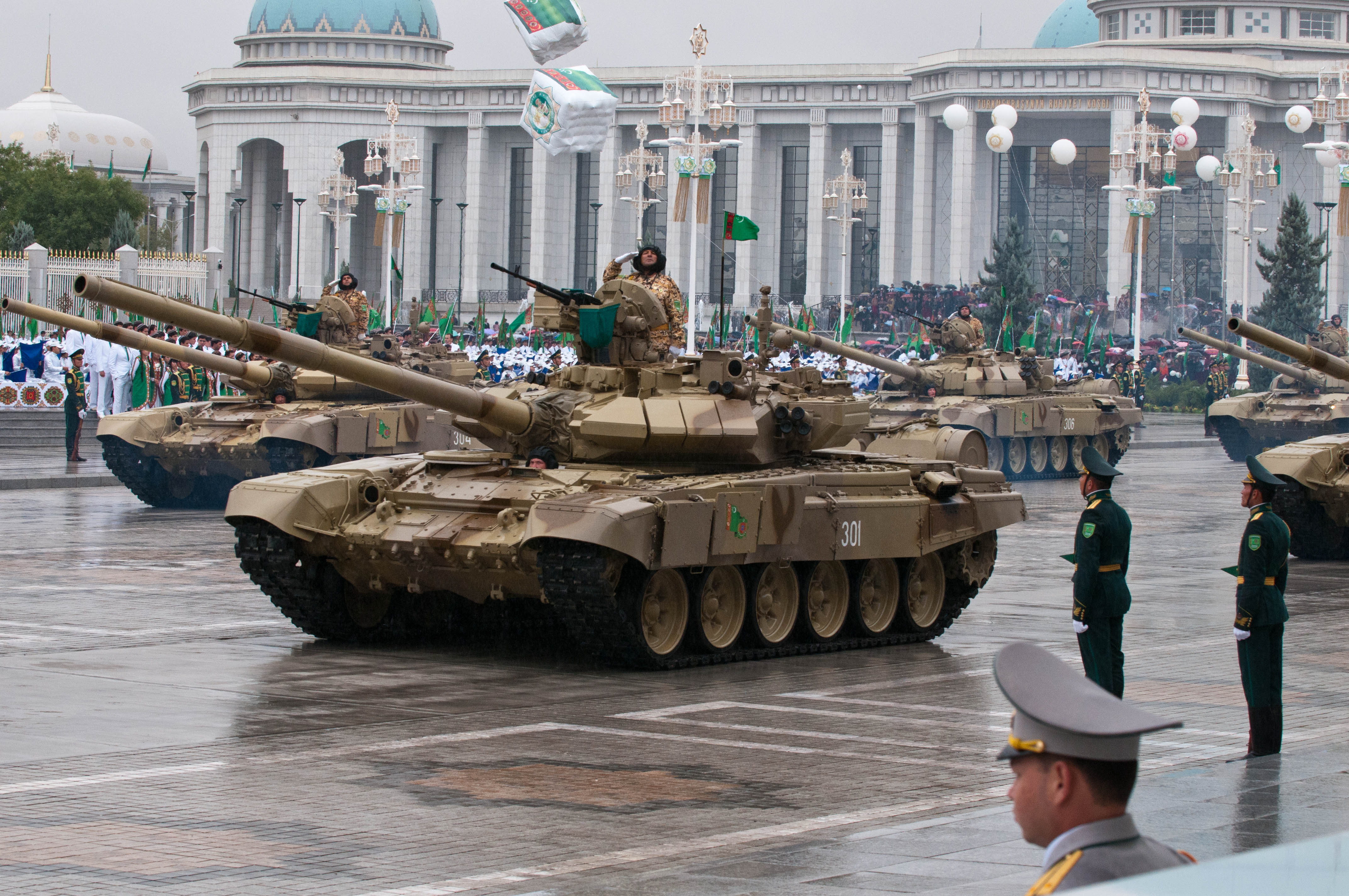
Turkmeense T-90SA en T-72UMG tanks in de militaire parade tijdens de 20ste dag van onafhankelijkheid in 2011.

- Turkmenistan: Bestelde 10 T-90S tanks in 2010 voor ongeveer $30.000.000. Een vervolgorder voor nog 30 tanks werd later geplaatst.[24]
- Vietnam: 64 T-90S/SK in dienst.[25] De eerste partij werd naar verluidt in het begin van november 2017 verscheept vanuit Rusland.[26] De eerste en laatste T-90S tanks kwamen respectievelijk in Januari en Februari 2019 aan in Vietnam[27][28]

#### Niet-statelijke gebruikers
- Hay'at Tahrir al-Sham: In ieder geval 1 exemplaar buitgemaakt op het Syrische leger.[29]
- Wagnergroep: Gebruikt tijdens de Russische invasie van Oekraïne sinds 2022.[30]

### Toekomstig gebruikers
- Egypte: In juni 2020 tekende Egypte een deal met Rusland om 500 T-90MS tanks aan te schaffen. Volgens deze overeenkomst zouden deze in Egypte vervaardigd en gemonteerd worden.[31]
- Koeweit: Heeft de intentie om 146 T-90MS tanks te kopen om de M-84 tanks die het nu in dienst heeft te vervangen.[32] Het tekenen van het koopcontract zou volgens de assistent van de Russische president eind 2017 kunnen gebeuren.[33] In 2019 werd de aanschaf van deze tanks uitgesteld.[34]

### Beproeving
- Verenigde Staten: 1 T-90A[35]